# کودتای ۲۶ سرطان
کودتای ۱۹۷۳ در افغانستان یا (کودتای محمد داوود خان یا کودتای ۲۶ سرطان(تیر)) به وقایعی در ۱۷ جولای ۱۹۷۳ (برابر با ۲۶ سرطان ۱۳۵۲) در کابل اشاره می‌کند که در پی آن نیروهای محمد داوود خان در کودتایی بدون خونریزی پادشاهی در افغانستان را سرنگون کردند. در آن زمان محمد ظاهر شاه، پادشاه افغانستان در ایسکیای ایتالیا در حال جراحی چشم و درمان کمردرد بود. ظاهر شاه تصمیم به مقابله نگرفت و به طور رسمی در ۲۴ اوت ۱۹۷۳ استعفا داد و در ایتالیا در تبعید باقی‌ماند. حکومت سلطنتی در افغانستان به این‌ترتیب بیش از دو قرن (پس از شروع امپراتوری درانی) به پایان رسید.

## پیش‌زمینه
حکومت از سال ۱۹۳۳ در دست پادشاه محمد ظاهر شاه بود و پسر عمویش محمد داوود خان به عنوان نخست وزیر افغانستان از سال ۱۹۵۳ تا ۱۹۶۳ فعال بود. داوود خان از هواداران شاه نبود و در دههٔ ۱۹۷۰ میلادی تصمیم به سرنگونی شاه گرفت. او از مسائلی مانند بیکاری، نارضایتی در حال افزایش جامعه از اوضاع کشور، نا آرامی‌های دانشجویی و نارضایتی در میان طبقات تحصیل‌کرده علیه دولت سلطنتی استفاده کرد.

## پس از کودتا
داوود خان قانون اساسی سال ۱۹۶۴ را لغو کرد و یک جمهوری جدید با نام جمهوری افغانستان بنا نمود. او خود را به عنوان رئیس جمهور و وزیر امور خارجه اعلام کرد. کاخ ارگ سلطنتی در کابل محل اقامت رسمی ریاست جمهوری شد. در طول ریاست‌جمهوری‌اش، روابط داوود خان با اتحاد جماهیر شوروی و کمونیست‌ها به آرامی رو به وخامت گذاشته‌شد. از این‌رو پس از کشمکش‌های طولانی حزب دموکراتیک خلق افغانستان با پشتیبانی شوروی او را در جریان یک کودتا در ۱۹۷۸ (انقلاب ثور) همراه با اعضای خانواده‌اش ترور کردند.